# Notarius biffi
Notarius biffi es una especie de pez de la familia Ariidae en el orden de los Siluriformes.

## Morfología
• Los machos pueden llegar alcanzar los 3,2 cm de longitud total.

## Distribución geográfica
Se encuentra en Costa Rica y El Salvador.